# Calvi dell’Umbria
Calvi dell’Umbria ist eine italienische Gemeinde mit 1671 Einwohnern (Stand 31. Dezember 2023) in der Provinz Terni in der Region Umbrien.

## Geografie

Lage der Gemeinde Calvi dell’Umbria in der Provinz Terni

Die Gemeinde erstreckt sich über rund 46 km². Sie liegt etwa 100 km südlich der Regionalhauptstadt Perugia und rund 25 km südlich der Provinzhauptstadt Terni in der klimatischen Einordnung italienischer Gemeinden in der Zone D, 2095 GR/G. Sie ist die südlichste Gemeinde der Provinz Terni und damit auch die südlichste Gemeinde Umbriens. Die Kirchen des Ortes gehören bis zum Hauptort zum Bistum Terni-Narni-Amelia, die Kirchen südlich des Hauptortes zum Bistum Sabina-Poggio Mirteto.
Zu den Ortsteilen zählen Poggiolo (325 m, ca. 40 Einwohner) und Santa Maria della Neve (262 m, ca. 100 Einwohner).
Die Nachbargemeinden sind Configni (RI), Gallese (VT), Magliano Sabina (RI), Montebuono (RI), Narni, Otricoli, Stroncone, Torri in Sabina (RI) und Vacone (RI).

## Geschichte
Der Ort wurde bereits in der Bronzezeit bewohnt. Danach bildeten die Römer unter dem Namen Carbium Siedlungen. Der Ort entwickelte sich aber erst im Hochmittelalter weiter. Erstmals schriftlich erwähnt wurde Calvi 1036 unter dem Namen Fundus Carbinianus und im Regesto farfense als Carbi. Im 11. Jahrhundert unterstand der Ort dem Kloster Farfa aus Fara in Sabina. Im 13. Jahrhundert fiel Calvi unter die Herrschaft von Narni, danach wurde der Ort freie Kommune im Kirchenstaat, der Calvi als Lehen den Orsini, später dann den Anguillara überstellte. Vom 12. Jahrhundert bis 1860 gehörte die Burg des Ortes der Diözese Narni an. Der Ort ist für seine Weihnachtskrippen bekannt, die älteste befindet sich in der Kirche Sant’Antonio und umfasst dreißig Keramikfiguren aus dem 16. Jahrhundert, die von den Brüdern Massimo und Raffaele da Montereale stammen.

## Sehenswürdigkeiten

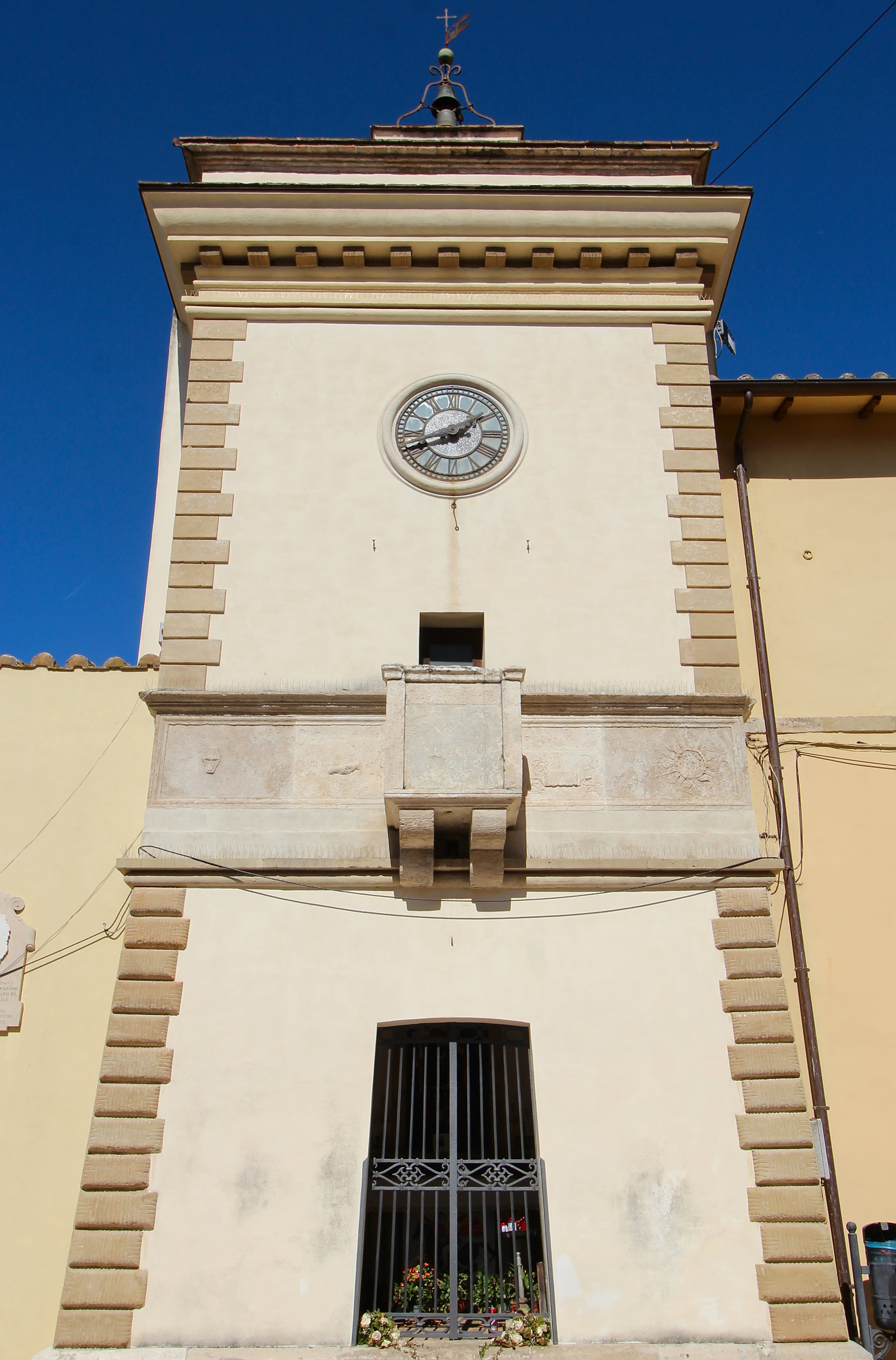
Der Uhrturm Torre dell’Orologio mit der Kapelle San Pancrazio, eher bekannt unter dem ursprünglichen Namen San Sebastiano

- Chiesa di Sant’Antonio e Santa Brigida, Pfarrkirche im Ortskern und Bauwerk von Ferdinando Fuga. Entstand zwischen 1739 und 1743 und ist Teil des Monastero delle Suore Orsoline.[5]
- Monastero delle Suore Orsoline, von Ferdinando Fuga 1743 errichtetes Kloster. Beheimatet heute das Museum Museo del Monastero delle Orsoline.[5]
- Palazzo Ferrini, 1606 entstandener Palast, der dem Kloster Monastero delle Suore Orsoline anliegt. Hat heute im ersten Stock die Pinakothek des Museums und dient als Rathaus[5]
- Chiesa della Santissima Trinità, Kirche im Ortskern, die im Jahr 1523 durch Rinaldo Iacovetti da Calvi entstand.[5]
- Chiesa di Santa Maria Assunta, ehemalige Pfarrkirche im Ortskern nahe der Porta Ternana. Entstand im 13. Jahrhundert und wurde zwischen 1620 und 1650 erweitert. Der Hochaltar enthält das Leinwandgemälde Madonna Assunta e San Pancrazio von Salvatore Pierella aus dem Jahr 1737. Weitere Werke in der Kirche sind die Gemälde Circonsione di Gesù von Calisto Calisti di Bagnaia (1640 gemalt) und Sposalizio della Vergine von Vincenzo Manenti.[5]
- Torre dell’Orologio, Turm an der Piazza Giuseppe Mazzini, hier befindet sich im unteren Teil die Kapelle San Pancrazio, (früher San Sebastiano).[6]
- Wehrtore der Stadtmauern: Porta da Capo (auch Porta Ternana) und Porta di Mezzo (auch Porta Bartolomea, nach der Porta da Capo entstandenes Tor, 1686 erweitert), beide heute noch vorhanden.[5]
- Chiesa di San Francesco (auch Convento di San Berardo), Kirche und ehemaliger Konvent, der im 13. Jahrhundert kurz außerhalb des Ortes, wahrscheinlich durch Berard von Carbio, entstand.[7]
- Chiesa della Collegiata, Kirchenruine kurz nördlich des Ortes.
- Chiesa di Santa Maria Maddalena, Kirche im Ortsteil Santa Maria Maddalena. Sie gehört zum  Bistum Sabina-Poggio Mirteto.[8]
- Chiesa di Santa Maria della Neve, Kirche im Ortsteil Santa Maria della Neve. Sie gehört zum  Bistum Sabina-Poggio Mirteto.[8]
- Chiesa di San Vito, Kirche im Ortsteil San Vito. Sie gehört zum  Bistum Sabina-Poggio Mirteto.[8]
- Chiesa di San Giorgio, Kirche im Ortsteil Poggiolo.

## Bilder

Bilder von Calvi dell’Umbria
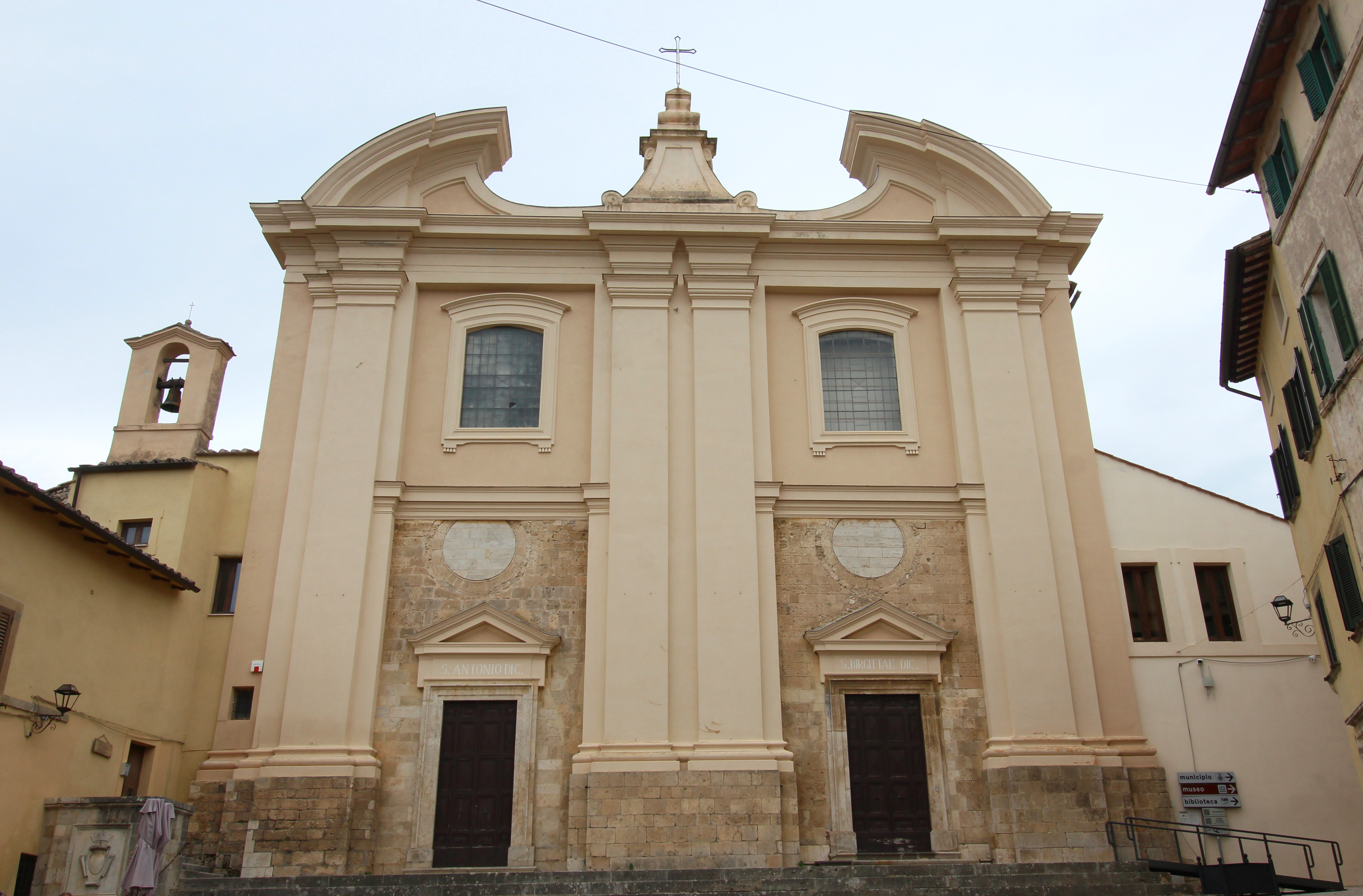
Die Pfarrkirche Santa Brigida
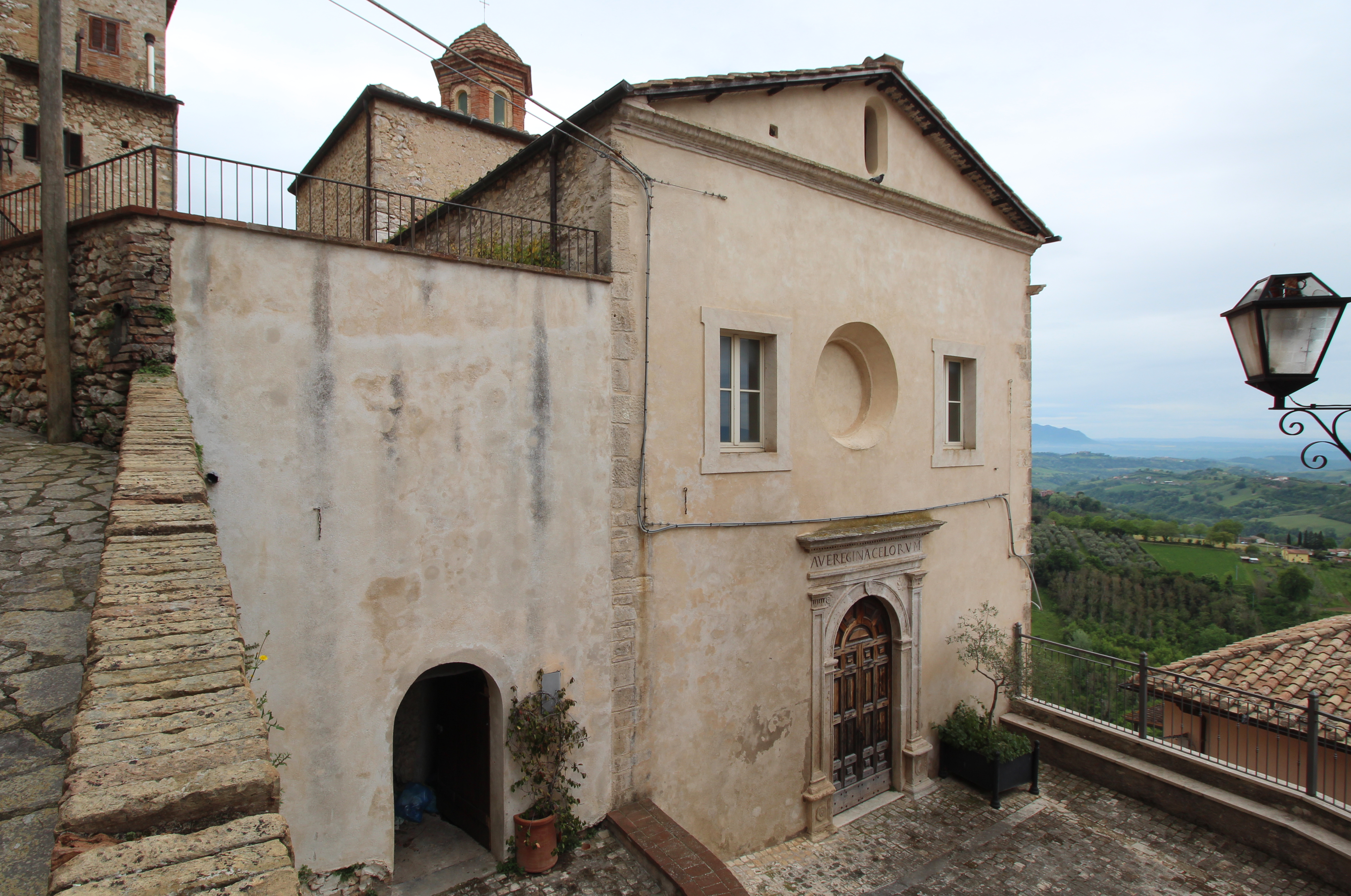
Die Kirche Santissima Trinità
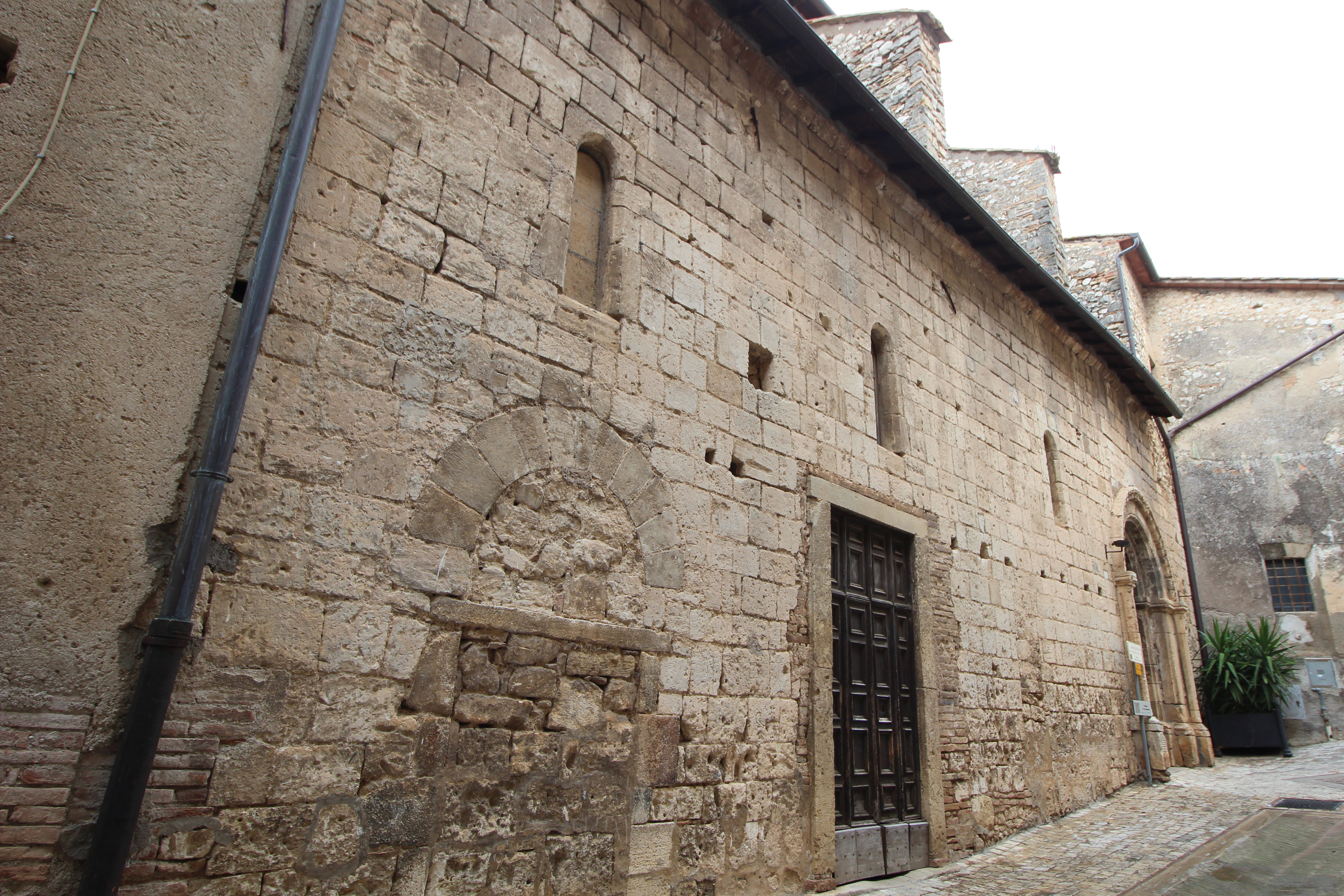
Die Kirche Santa Maria Assunta
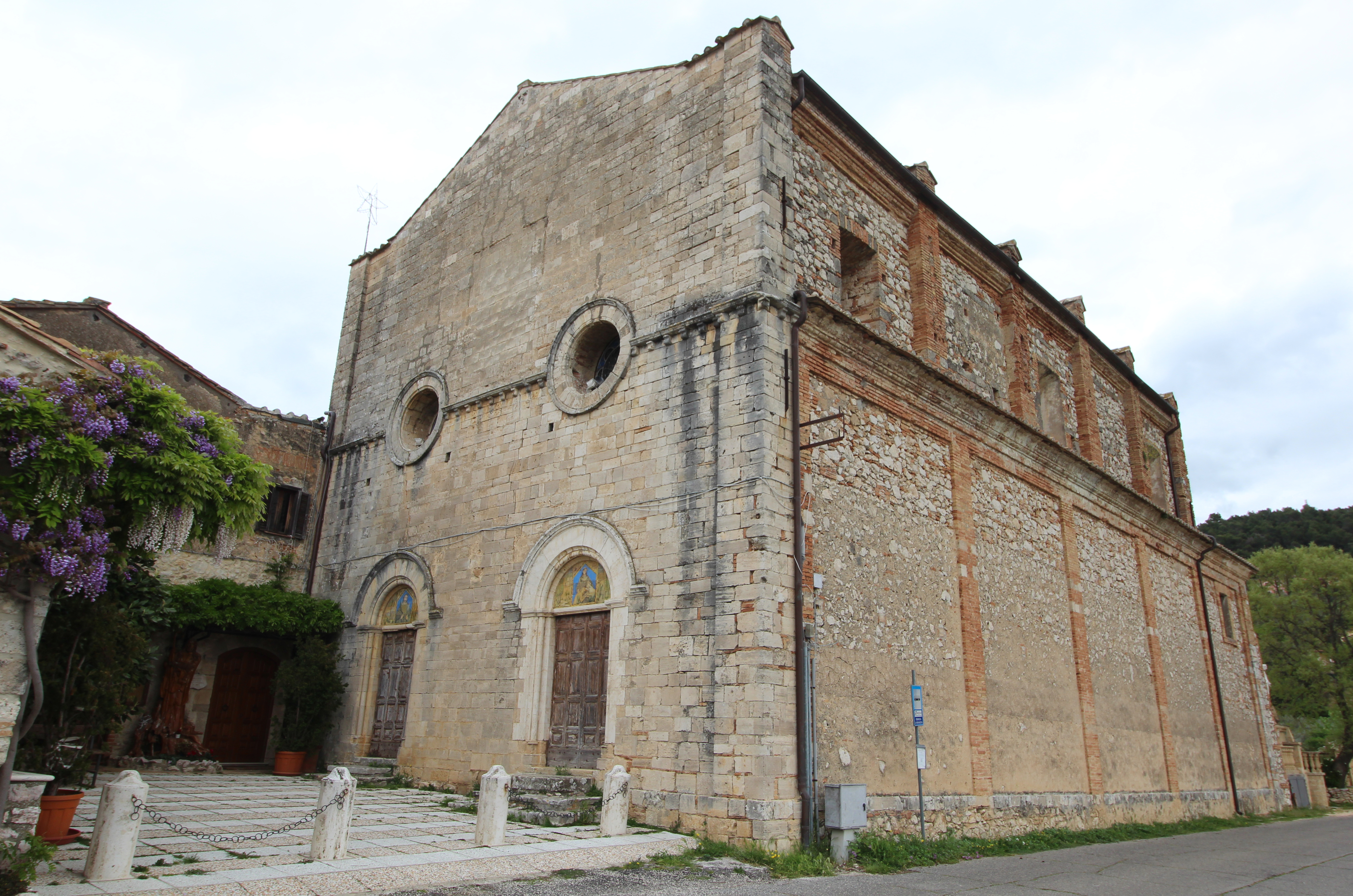
Die Kirche San Francesco

## Gemeindepartnerschaften
Der Ort unterhält Gemeindepartnerschaften mit:
- La Bastide-des-Jourdans, Frankreich
- Peiting, Deutschland

## Söhne und Töchter der Gemeinde
- Nikolaus von Calvi (1. Viertel des 13. Jahrhunderts–1273)